# Campeonato Soviético de Xadrez de 1978
O Campeonato Soviético de Xadrez de 1978 foi a 46ª edição do Campeonato de xadrez da URSS, realizado em Tblisi, de 1 a 27 de dezembro de 1978. O título da competição foi dividido entre Mikhail Tal e Vitaly Tseshkovsky. As etapas classificatórias ocorreram nas cidades de Dunaburgo e Ashkhabad. Esta competição marcou a estreia do futuro campeão mundial Garry Kasparov nos campeonatos soviéticos.

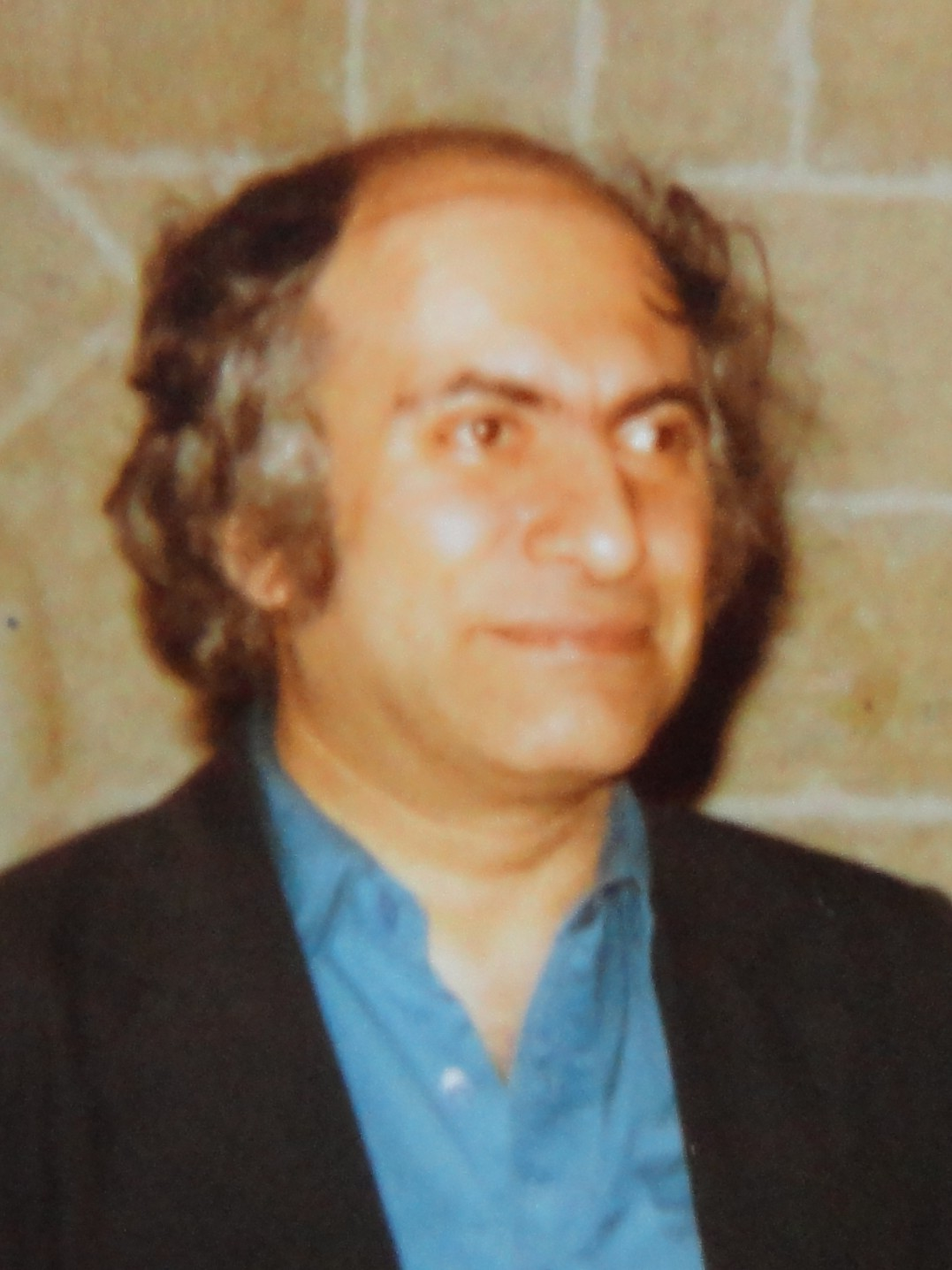
Mikhail Tal

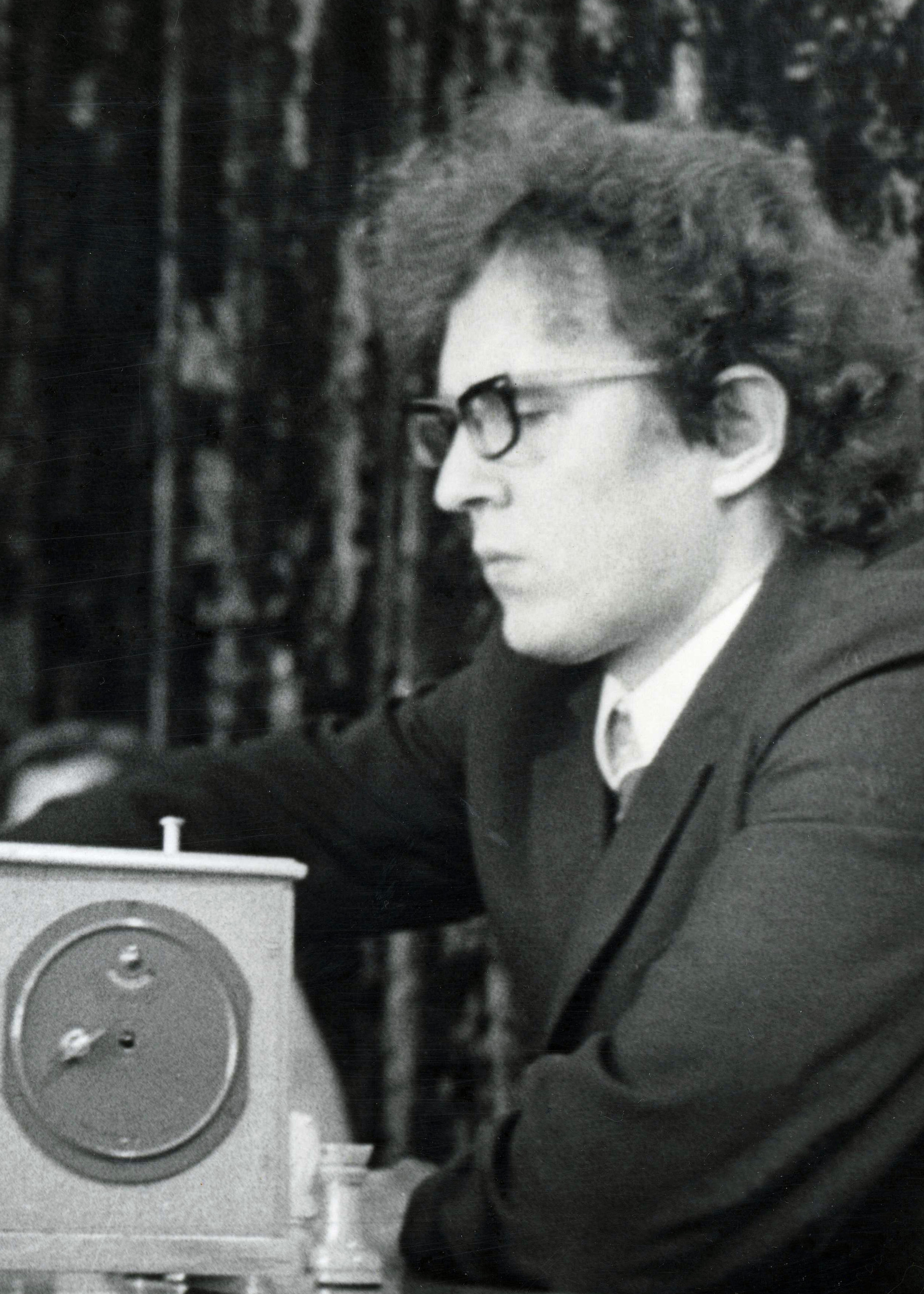
Vitaly Tseshkovsky

## Classificatórios

### Torneio Suiço qualificatório
Realizado em Dunaburgo, entre 27 de junho e 16 de julho de 1978, com 64 jogadores, valendo uma vaga para a final. Vencido por Garry Kasparov com 9 pontos em 13 partidas.

### Primeira Liga
Os sete primeiros se classificaram para a final. 
| N° | Jogador               | Rating | 1 | 2 | 3 | 4 | 5 | 6 | 7 | 8 | 9 | 10 | 11 | 12 | 13 | 14 | 15 | 16 | 17 | Total |
| -- | --------------------- | ------ | - | - | - | - | - | - | - | - | - | -- | -- | -- | -- | -- | -- | -- | -- | ----- |
| 1  | Vitaly Tseshkovsky    | 2570   | - | ½ | 1 | ½ | ½ | 1 | 1 | ½ | ½ | 1  | 1  | ½  | ½  | 1  | 0  | ½  | ½  | 10½   |
| 2  | Vladimir Tukmakov     | 2560   | ½ | - | ½ | ½ | 1 | ½ | ½ | ½ | 1 | ½  | ½  | 1  | 1  | ½  | 1  | ½  | ½  | 10½   |
| 3  | Alexander Beliavsky   | 2545   | 0 | ½ | - | ½ | ½ | ½ | 1 | 1 | ½ | ½  | ½  | 1  | ½  | 0  | 1  | 1  | 1  | 10    |
| 4  | Adrian Mikhalchishin  | 2460   | ½ | ½ | ½ | - | ½ | ½ | ½ | ½ | ½ | ½  | ½  | 1  | 1  | 1  | 0  | 1  | 1  | 10    |
| 5  | Sergey Makarichev     | 2495   | ½ | 0 | ½ | ½ | - | ½ | ½ | ½ | ½ | ½  | 1  | ½  | 1  | ½  | ½  | ½  | 1  | 9     |
| 6  | Gennadij Timoscenko   | 2530   | 0 | ½ | ½ | ½ | ½ | - | ½ | 0 | 1 | ½  | ½  | 1  | ½  | 1  | ½  | ½  | 1  | 9     |
| 7  | Yuri Razuvaev         | 2460   | 0 | ½ | 0 | ½ | ½ | ½ | - | ½ | ½ | 1  | ½  | 1  | ½  | ½  | 1  | ½  | 1  | 9     |
| 8  | Artur Jussupow        | 2450   | ½ | ½ | 0 | ½ | ½ | 1 | ½ | - | ½ | 1  | ½  | 0  | ½  | 0  | 1  | ½  | ½  | 8     |
| 9  | Alexander Kochyev     | 2555   | ½ | 0 | ½ | ½ | ½ | 0 | ½ | ½ | - | 0  | 1  | 1  | 1  | 0  | ½  | ½  | 1  | 8     |
| 10 | Evgeny Sveshnikov     | 2565   | 0 | ½ | ½ | ½ | ½ | ½ | 0 | 0 | 1 | -  | ½  | 0  | ½  | 1  | 1  | ½  | 1  | 8     |
| 11 | Vladimir Savon        | 2560   | 0 | ½ | ½ | ½ | 0 | ½ | ½ | ½ | 0 | ½  | -  | 1  | ½  | 1  | ½  | ½  | ½  | 7½    |
| 12 | Viktor Kupreichik     | 2490   | ½ | 0 | 0 | 0 | ½ | 0 | 0 | 1 | 0 | 1  | 0  | -  | 1  | ½  | 1  | ½  | 1  | 7     |
| 13 | Lev Alburt            | 2510   | ½ | 0 | ½ | 0 | 0 | ½ | ½ | ½ | 0 | ½  | ½  | 0  | -  | 1  | 1  | 1  | 0  | 6½    |
| 14 | Lev Gutman            |        | 0 | ½ | 1 | 0 | ½ | 0 | ½ | 1 | 1 | 0  | 0  | ½  | 0  | -  | 0  | 1  | 0  | 6     |
| 15 | Alexander Ivanov      |        | 1 | 0 | 0 | 1 | ½ | ½ | 0 | 0 | ½ | 0  | ½  | 0  | 0  | 1  | -  | ½  | ½  | 6     |
| 16 | Albert Kapengut       | 2465   | ½ | ½ | 0 | 0 | ½ | ½ | ½ | ½ | ½ | ½  | ½  | ½  | 0  | 0  | ½  | -  | 0  | 5½    |
| 17 | Amanmurad Kakageldyev | 2415   | ½ | ½ | 0 | 0 | 0 | 0 | 0 | ½ | 0 | 0  | ½  | 0  | 1  | 1  | ½  | 1  | -  | 5½    |

## Final
Além dos classificados nos torneios qualificatórios, jogaram Tamaz Giorgadze, convidado da organização local e os jogadores que entraram diretamente na final pela performance histórica em torneios anteriores.
| N° | Jogador              | Rating | 1 | 2 | 3 | 4 | 5 | 6 | 7 | 8 | 9 | 10 | 11 | 12 | 13 | 14 | 15 | 16 | 17 | 18 | Total |
| -- | -------------------- | ------ | - | - | - | - | - | - | - | - | - | -- | -- | -- | -- | -- | -- | -- | -- | -- | ----- |
| 1  | Mikhail Tal          | 2625   | - | ½ | ½ | ½ | ½ | 1 | ½ | ½ | ½ | ½  | ½  | 1  | ½  | 1  | ½  | ½  | 1  | 1  | 11    |
| 2  | Vitaly Tseshkovsky   | 2570   | ½ | - | ½ | ½ | ½ | 1 | 1 | ½ | ½ | 0  | ½  | 1  | ½  | 1  | 1  | ½  | 1  | ½  | 11    |
| 3  | Lev Polugaevsky      | 2620   | ½ | ½ | - | ½ | ½ | ½ | 0 | 1 | 1 | ½  | ½  | ½  | ½  | ½  | ½  | ½  | 1  | 1  | 10    |
| 4  | Tamaz Giorgadze      | 2505   | ½ | ½ | ½ | - | ½ | ½ | ½ | ½ | ½ | 1  | ½  | ½  | ½  | ½  | 1  | ½  | ½  | ½  | 9½    |
| 5  | Evgeny Sveshnikov    | 2565   | ½ | ½ | ½ | ½ | - | ½ | ½ | 1 | 1 | 0  | 1  | 0  | ½  | ½  | ½  | ½  | ½  | ½  | 9     |
| 6  | Alexander Beliavsky  | 2545   | 0 | 0 | ½ | ½ | ½ | - | 0 | 1 | ½ | 1  | ½  | ½  | 1  | 0  | ½  | 1  | ½  | 1  | 9     |
| 7  | Garry Kasparov       |        | ½ | 0 | 1 | ½ | ½ | 1 | - | ½ | ½ | ½  | ½  | ½  | ½  | 0  | 0  | ½  | 1  | 1  | 9     |
| 8  | Oleg Romanishin      | 2610   | ½ | ½ | 0 | ½ | 0 | 0 | ½ | - | 0 | 1  | 1  | ½  | 1  | 1  | ½  | 1  | 1  | 0  | 9     |
| 9  | Efim Geller          | 2590   | ½ | ½ | 0 | ½ | 0 | ½ | ½ | 1 | - | ½  | ½  | ½  | ½  | 1  | ½  | ½  | ½  | 1  | 9     |
| 10 | Boris Gulko          | 2575   | ½ | 1 | ½ | 0 | 1 | 0 | ½ | 0 | ½ | -  | ½  | ½  | ½  | ½  | ½  | ½  | ½  | ½  | 8     |
| 11 | Vladimir Bagirov     | 2495   | ½ | ½ | ½ | ½ | 0 | ½ | ½ | 0 | ½ | ½  | -  | ½  | ½  | ½  | ½  | ½  | ½  | 1  | 8     |
| 12 | Sergey Makarichev    | 2495   | 0 | 0 | ½ | ½ | 1 | ½ | ½ | ½ | ½ | ½  | ½  | -  | ½  | ½  | ½  | ½  | ½  | ½  | 8     |
| 13 | Gennadij Timoscenko  | 2530   | ½ | ½ | ½ | ½ | ½ | 0 | ½ | 0 | ½ | ½  | ½  | ½  | -  | 0  | ½  | 1  | ½  | ½  | 7½    |
| 14 | Adrian Mikhalchishin | 2460   | 0 | 0 | ½ | ½ | ½ | 1 | 1 | 0 | 0 | ½  | ½  | ½  | 1  | -  | ½  | 0  | ½  | ½  | 7½    |
| 15 | Yuri Razuvaev        | 2460   | ½ | 0 | ½ | 0 | ½ | ½ | 1 | ½ | ½ | ½  | ½  | ½  | ½  | ½  | -  | ½  | ½  | 0  | 7½    |
| 16 | Vladimir Tukmakov    | 2560   | ½ | ½ | ½ | ½ | ½ | 0 | ½ | 0 | ½ | ½  | ½  | ½  | 0  | 1  | ½  | -  | ½  | ½  | 7½    |
| 17 | Josif Dorfman        | 2550   | 0 | 0 | 0 | ½ | ½ | ½ | 0 | 0 | ½ | ½  | ½  | ½  | ½  | ½  | ½  | ½  | -  | 1  | 6½    |
| 18 | Gennadi Kuzmin       | 2535   | 0 | ½ | 0 | ½ | ½ | 0 | 0 | 1 | 0 | ½  | 0  | ½  | ½  | ½  | 1  | ½  | 0  | -  | 6     |